# 春日部市消防本部
春日部市消防本部（かすかべししょうぼうほんぶ）は、埼玉県春日部市の消防部局（消防本部）。管轄区域は春日部市全域。

## 概要

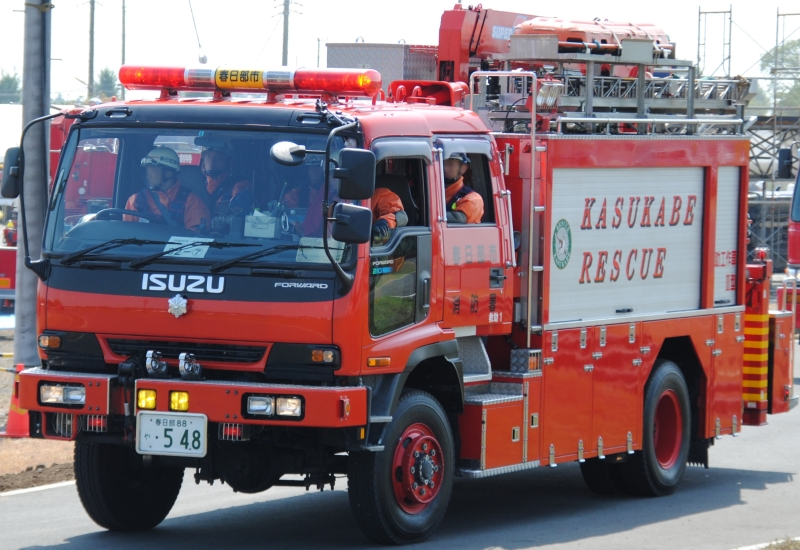
救助工作車(更新済み)
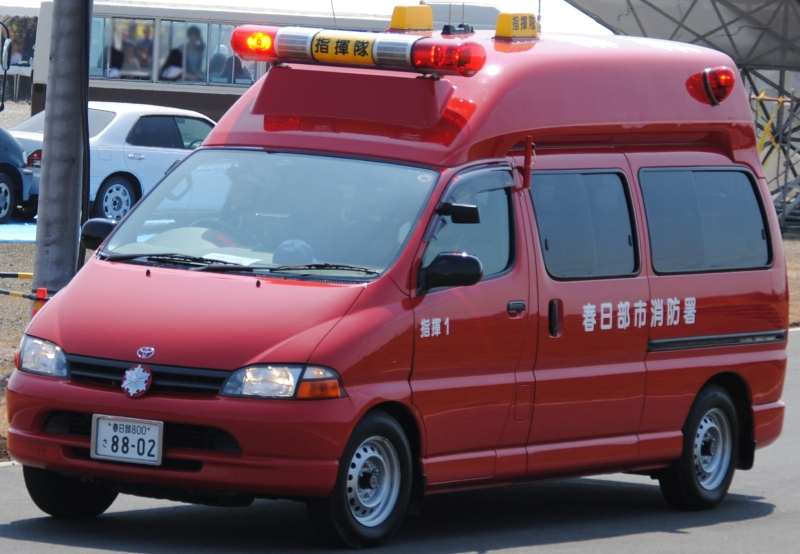
指令車（元指揮車）
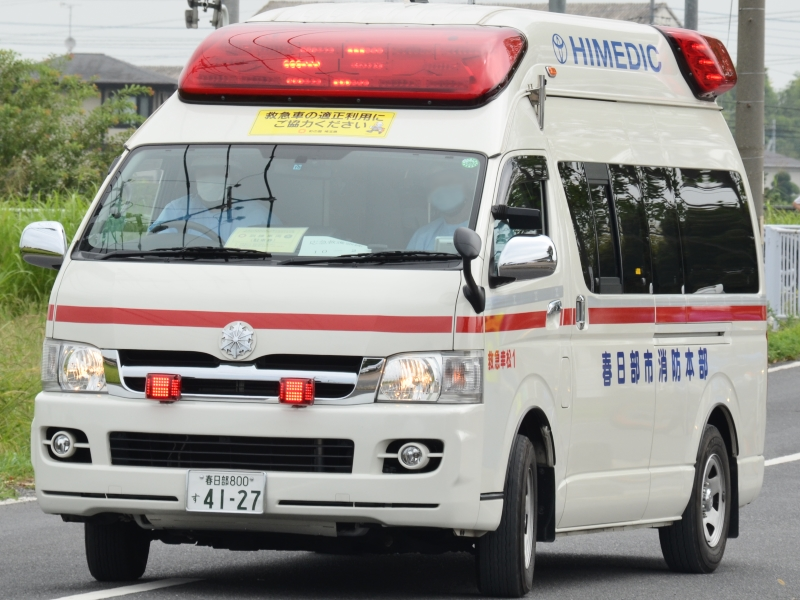
救急車(更新済み)

- 消防本部：春日部市谷原新田2097-1
- 管内面積：65.98km2
- 職員定数：304人
- 消防署2カ所、分署6カ所
- 主力機械（2020年4月1日現在）
  - 普通消防ポンプ自動車：6
  - 小型動力ポンプ付積載車：1
  - 水槽付消防ポンプ自動車：8
  - はしご付消防自動車：1
  - 屈折はしご付消防自動車：1
  - 化学消防自動車：1
  - 救助工作車：2
  - 救急自動車：9
  - 緊急資材搬送車：1
  - 緊急資材人員搬送車：1
  - 支援車：1
  - 指令車：2
  - 指揮車：1
  - 査察車：6
  - 連絡車：6
  - 広報車：1
  - 火災原因調査車：1

- 救助工作車(更新済み)
- 指令車（元指揮車）
- 救急車(更新済み)

## 沿革
- 1961年（昭和36年）5月10日 - 旧春日部市消防署を市役所内に開署
- 1963年（昭和38年）8月1日 - 仮消防庁舎を新築し、旧春日部市消防本部・消防署を設置
- 1972年（昭和47年）1月14日 - 武里分署開署
- 1975年（昭和50年）3月 - 庄和町消防本部を庄和町大字上柳24番地に設置し業務開始
- 1975年（昭和50年）12月26日 - 浜川戸分署開署
- 1977年（昭和52年）4月 - 庄和町消防署を設置
- 1977年（昭和52年）12月26日 - 豊野分署開署
- 1979年（昭和54年）4月 - 庄和町消防本部新消防庁舎を庄和町大字金崎914番地に完成し、業務を移転開始
- 1985年（昭和60年）5月1日 - 幸松分署開署
- 1992年（平成4年）9月1日 - 旧春日部市消防本部・消防署（本署）・防災センターを新設移転。

　また、旧消防本部消防署（本署）を東分署に改称し業務開始
- 1995年（平成7年）12月15日 - 東分署を建替
- 1997年（平成9年）4月1日 - 備後分署開署
- 2005年（平成17年）10月1日 - 北葛飾郡庄和町と新設合併し、新・春日部市が発足する。旧春日部市消防本部と庄和町消防本部を統合し春日部市消防本部が発足
- 2006年（平成18年）7月19日 - 特別救助隊を埼玉県特別機動援助隊（埼玉SMART）に登録。
- 2011年（平成23年）3月11日 - 東日本大震災の被災地に緊急消防援助隊を派遣する。
- 2024年（令和6年）8月8日 - 武里分署が備後西5-5-5から備後西5-3-24に新築移転する。

## 消防署
| 名称         | 消防署建物 | 所在地         | 分署 | 分署          | 所在地        |
| 名称         | 消防署建物 | 所在地         | 名称 | 分署建物      | 所在地        |
| ------------ | ---------- | -------------- | ---- | ------------- | ------------- |
| 春日部消防署 |            | 谷原新田2097-1 | 東   |               | 粕壁東1-25-14 |
| 春日部消防署 | 武里       | 谷原新田2097-1 |      | 備後西5-3-24  |               |
| 春日部消防署 | 浜川戸     | 谷原新田2097-1 |      | 浜川戸2-16-3  |               |
| 春日部消防署 | 豊野       | 谷原新田2097-1 |      | 藤塚103       |               |
| 春日部消防署 | 幸松       | 谷原新田2097-1 |      | 樋籠994       |               |
| 春日部消防署 | 備後       | 谷原新田2097-1 |      | 備後東5-14-33 |               |
| 庄和消防署   |            | 金崎914        | なし | －            | －            |

## 相互応援協定
市境付近で発生した災害(救急含む)に対して迅速に活動できるよう、消防組織法第39条に基づき隣接する消防機関と「消防相互応援協定」を締結し、日頃から近隣市で発生した災害へ出動している。また、県内の全市町村や埼玉県とも協定を締結し、大規模災害時における相互の応援体制を確立している。
- さいたま市消防局
- 越谷市消防局
- 埼玉東部消防組合
- 杉戸町
- 宮代町
- 吉川松伏消防組合
- 野田市消防本部（千葉県）
- 埼玉県内の全市町村（大規模な火災や集団災害発生時）
- 埼玉県防災航空隊
- 埼玉県特別機動援助隊（埼玉SMART）